# Bereziwka (obwód doniecki)
Bereziwka (ukr. Березівка) – wieś na Ukrainie, w obwodzie donieckim, w rejonie kramatorskim, w hromadzie Illiniwka. W 2001 liczyła 25 mieszkańców.